# Aedes subargenteus
Aedes subargenteus är en tvåvingeart som beskrevs av Edwards 1925. Aedes subargenteus ingår i släktet Aedes och familjen stickmyggor. Inga underarter finns listade i Catalogue of Life.